# 清浦夏実
清浦 夏実 （きようら なつみ、1990年7月4日 - ）は、日本の歌手、女優であり、バンドTWEEDEESのボーカルである。
千葉県出身。第23代内閣総理大臣・清浦奎吾の玄孫にあたる。

## 人物・略歴
4人姉妹の次女。日出高等学校（東京都）から日本大学藝術学部映画学科卒業。
『U-15・Fスキにさせて!』において、女優としてデビュー。
2005年9月、スポニチアネックスのイメージガール『3代目あねっ娘』に就任。グラビアでは長身で清楚なルックス・スレンダーな肢体とはアンバランスなH93の巨尻を魅力として活躍した。
また、2007年にはテレビアニメ『スケッチブック 〜full color's〜』のオープニングテーマで歌手デビューを果たした。
2012年4月4日のライブをもって歌手活動を一旦休止。
2015年1月21日、ベーシスト沖井礼二とのバンドTWEEDEESを結成したことを発表し、日本コロムビアより配信シングル「KLING! KLANG!!」をリリース。2025年3月16日、脱退を発表。

## 出演

### テレビ
- U-15.F スキにさせて!（2003年、テレビ東京）
- 美少女戦士セーラームーン（2003年 - 2004年、TBS・東映） - 木村桃子 役
- 3年B組金八先生（TBS） - 大胡あすか(デカあす)役
  - 第7シリーズ（2004年10月15日 - 2005年3月25日）
  - スペシャル11「未来へつなげ 3B友情のタスキ〜たった一人の卒業式…3Bの絆は再び迫る薬物依存の魔の手から仲間を救い出せるのか!?」（2005年12月30日）
  - 3年B組金八先生ファイナル 〜「最後の贈る言葉」（2011年3月27日）
- シ・ズ・ル（2006年 - 2009年、関西テレビ）
- 放課後探偵クラブ（2008年、ディズニーチャンネル）
- 交渉人〜THE NEGOTIATOR〜 （第1シーズン スペシャル版／2009年2月28日、テレビ朝日） - 村岡美加 役
- 土曜ワイド劇場・内田康夫サスペンス・福原警部2（2010年6月5日、テレビ朝日）- 加奈 役

### CM
- NTT西日本
  - フレッツ光「突然やってくる 篇」（2014年）

### 映画
- 机のなかみ（2007年、監督：吉田恵輔）- 多恵 役
- TOKYO! <メルド>[5]（2008年、監督：レオス・カラックス、配給：ビターズ・エンド）

### 舞台
- ジョーズカンパニー『ココ・スマイル4 〜金星のステージ 〜』（つぐみ役／2008年8月、新宿シアターサンモール）
- アロッタファジャイナ第10回公演『今日も、ふつう。』（2008年12月10日 - 14日、新宿シアターモリエール）

### ラジオ
- NEO STREAM NIGHT（DJ／2009年4月12日 - 2016年3月28日、bayfm）
- MIDNIGHT POWER PLAY（ナビゲーター／2009年4月 - 2016年3月20日、bayfm）
- MOZAIKU NIGHT〜No.1 Music Factory〜（DJ 木曜担当／2011年4月7日 - 2012年9月27日、bayfm）

### ネットラジオ
- 清浦夏実の寝言は寝て言え（DJ／2008年7月 - 2009年3月（公開は2009年6月中旬まで）[6]、公式ホームページ『シュガーピーナッツ』内）

## 写真集・DVDなど

### 写真集
- 夏夢（彩文館出版／2005年8月24日)
- bitter（ぶんか社／2006年2月24日)

### DVD
イメージDVD 等の映像作品
- 清浦夏実 The 1st.（ローランズ・フィルム／2005年8月26日）
- sweet（ぶんか社／2006年2月24日）
- 清浦夏実のナツキヨ通信社（ラブロス／2006年4月20日）

映画、ドラマ、舞台 等の映像作品
- 3年B組金八先生 第7シリーズ（TBS／ビクターエンタテインメント／2005年3月25日、2005年5月27日）
- 3年B組金八先生 第7シリーズ 真の最終回スペシャル!!『未来へつなげ3B友情のタスキ』（TBS／ビクターエンタテインメント／2006年3月24日）
- 机のなかみ（トライネットエンタテインメント／2007年9月28日）
- アロッタファジャイナ「今日も、ふつう。」公演DVD（アロッタファジャイナ／2009年3月3日）
- 〜映画『TOKYO!』DVD〜（VAP／2009年3月25日）

## ディスコグラフィ

### シングル
|     | 発売日         | タイトル                     | 面 | 収録曲               | 作詞       | 作曲       | 編曲           | 規格品番   | オリコン最高位 | 備考     |
| --- | -------------- | ---------------------------- | -- | -------------------- | ---------- | ---------- | -------------- | ---------- | -------------- | -------- |
| 1st | 2007年10月24日 | 風さがし                     | A  | 風さがし             | 高月みたか | 鈴木智文   | 鈴木智文       | VTCL-35002 | 61位           | [ 注 1 ] |
| 1st | 2007年10月24日 | 風さがし                     | B  | 夏の記憶             | 清浦夏実   | 前口渉     | 鈴木Daichi秀行 | VTCL-35002 | 61位           | [ 注 2 ] |
| 2nd | 2008年2月6日   | 旅の途中                     | A  | 旅の途中             | 小峰公子   | 吉良知彦   | 吉良知彦       | VTCL-35013 | 31位           | [ 注 3 ] |
| 2nd | 2008年2月6日   | 旅の途中                     | B  | 約束のうた           | 小峰公子   | 吉良知彦   | 吉良知彦       | VTCL-35013 | 31位           |          |
| 3rd | 2008年7月23日  | 僕らの合言葉                 | A  | 僕らの合言葉         | つじあやの | つじあやの | 山本隆二       | VTCL-35032 | 150位          | [ 注 4 ] |
| 3rd | 2008年7月23日  | 僕らの合言葉                 | B  | ネバーランド         | 清浦夏実   | 清浦夏実   | 島田昌典       | VTCL-35032 | 150位          | [ 注 5 ] |
| 4th | 2009年10月21日 | 悲しいほど青く／虹色ポケット | 1  | すぐそこに見えるもの | 西直紀     | 窪田ミナ   | 窪田ミナ       | VTCL-35076 | 98位           | [ 注 6 ] |
| 4th | 2009年10月21日 | 悲しいほど青く／虹色ポケット | 2  | 悲しいほど青く       | 清浦夏実   | 窪田ミナ   | 窪田ミナ       | VTCL-35076 | 98位           | [ 注 7 ] |
| 4th | 2009年10月21日 | 悲しいほど青く／虹色ポケット | 3  | 虹色ポケット         | 佐々倉有吾 | 佐々倉有吾 | 山本隆二       | VTCL-35076 | 98位           | [ 注 8 ] |
| 5th | 2011年11月23日 | ホログラム                   | A  | ホログラム           | 清浦夏実   | 曽我淳一   | 曽我淳一       | VTCL-35118 | 179位          | [ 注 9 ] |
| 5th | 2011年11月23日 | ホログラム                   | B  | 月の裏側             | 清浦夏実   | 曽我淳一   | 曽我淳一       | VTCL-35118 | 179位          |          |

### アルバム
| 枚  | 発売日        | タイトル | 規格品番   | 規格品番   | 最高位 |
| 枚  | 発売日        | タイトル | 初回限定盤 | 通常盤     | 最高位 |
| --- | ------------- | -------- | ---------- | ---------- | ------ |
| 1st | 2010年2月24日 | 十九色   | VTZL-19    | VTCL-60180 | 88位   |

### 参加作品
| 発売日         | 商品名                               | 歌                   | 楽曲         | 備考                                     |
| -------------- | ------------------------------------ | -------------------- | ------------ | ---------------------------------------- |
| 2023年10月25日 | メメントモリ Lament Collection Vol.1 | 清浦夏実（TWEEDEES） | 「まっすぐ」 | ゲーム『メメントモリ』キャラクター専用曲 |

### その他
- TOKYO FM Station Jingles
- お弁当を食べながら（ほっともっとCMソング／菅野よう子『CMようこ2』に収録）
- パレット（テレビアニメ『リストランテ・パラディーゾ』挿入歌[9]／プチショート版がオリジナルサウンドトラック『musica paradiso（ムジカ・パラディーゾ）』に収録）
- 花火（『たまゆら〜hitotose〜ボーカルアルバム、なので。』に収録）

既存シングル曲で、サントラ等に収録されている楽曲
- 風さがし-TVサイズ-（2007年11月21日／『テレビ東京系アニメーション「スケッチブック〜full color's〜」O.S.T. サウンドスケッチブック』に収録）
- 旅の途中／旅の途中 TVsize（2008年3月12日／『TVアニメーション「狼と香辛料」O.S.T. 狼と旅の音楽』に収録）
- 僕らの合言葉（2009年3月25日／『テレビ東京系アニメーション「ケロロ軍曹」presents ケロロソング、(そこそこ)全部入りであります! 3』に収録）
- 悲しいほど青く-TVサイズ-（2009年12月23日／『テレビ東京系アニメーション「ささめきこと」オリジナルドラマCD 純夏の一番長い日』に収録）
- 虹色ポケット-TVサイズ-（2009年12月23日／『テレビ東京系アニメーション「ささめきこと」オリジナルドラマCD 純夏の一番長い日』に収録）
- Over The Rainbow（2015年9月26日／アニメーション映画『心が叫びたがってるんだ。』オリジナルサウンドトラックに収録）
- radio prayer（2015年10月26日／鷲崎健『What a Pastaful World』に収録、鷲崎健とのデュエット）

## 楽曲提供
音楽活動の一環として作詞・作曲をしている。以下は一例。（TWEEDEESとしての提供を含む。）
- 青空シグナル ・・・ 歌：RYUTist、作詞：清浦夏実、作曲： 沖井礼二